# Карл Пацак
Карл Пацак (нім. Karl Patzak; 26 грудня 1892, Реттендорф — 1971, Ґрац) — австро-угорський, австрійський і німецький офіцер, генерал-майор вермахту. Кавалер Німецького хреста в золоті.

## Біографія
Після закінчення кадетського корпусу 18 серпня 1912 року вступив в польовий гарматний полк №31. Учасник Першої світової війни. Після війни продовжив службу в австрійській армії. Після аншлюсу 15 березня 1938 року автоматично перейшов у вермахт і був зарахований в 98-й артилерійський полк. З 1 листопада 1938 року — командир 1-го дивізіону 14-го артилерійського полку в Наумбурзі. Учасник Польської кампанії. З березня 1940 року — командир 404-го, з квітня 1940 по березень 1942 року — 218-го артилерійського полку. Спочатку полк Пацака був дислокований в Польщі, в 1941 році переведений в Данію, в з лютого 1942 року брав участь в Німецько-радянській війні. 1 листопада 1942 року знову призначений командиром 218-го артилерійського полку. З травня 1943 року — артилерійський командир 24.

## Сім'я
18 січня 1919 року одружився з Валері Дедек.

## Звання
- Фенріх запасу (18 серпня 1912)
- Лейтенант (1 травня 1914)
- Оберстлейтенант (1 лютого 1939)
- Оберст (1 лютого 1941)
- Генерал-майор (30 січня 1945)

## Нагороди
- Пам'ятний хрест 1912/13
- 2 срібні і бронзова медаль «За військові заслуги» (Австро-Угорщина) з мечами
- Хрест «За військові заслуги» (Австро-Угорщина) 3-го класу з військовою відзнакою і мечами — нагороджений двічі.
- Військовий Хрест Карла
- Пам'ятна військова медаль (Австрія) з мечами
- Золотий знак «За заслуги перед Австрійською Республікою»
- Хрест «За вислугу років» (Австрія) 2-го класу для офіцерів (25 років)
- Почесний хрест ветерана війни з мечами
- Медаль «За вислугу років у Вермахті» 4-го, 3-го, 2-го і 1-го класу (25 років)
- Залізний хрест 2-го і 1-го класу
- Німецький хрест в золоті (6 серпня 1944)